# 24. maj
24. maj er 144 dage inde i året i den gregorianske kalender (dag 145 i skudår). Der er 221 dage tilbage af året.
Dagens navn er Ester.

### Begivenheder
Født - Dødsfald
- 1276 - Magnus Ladelås krones til konge af Sverige.
- 1360 - Ved Danehof i Kalundborg enes Valdemar Atterdag med adelen og gejstligheden om at holde fred i Danmark - "Den store landefred".
- 1848 - F.A. Schleppegrell udnævnes til generalmajor. To år efter falder han ved fremrykningen mod Isted.
- 1862 - Westminster Bridge over Themsen åbnes.
- 1883 - Brooklyn Bridge i New York åbnes.
- 1915 - Italien erklærer krig mod Østrig-Ungarn.
- 1935 - Frederik 9. bliver i Storkyrkan i Stockholm gift med prinsesse Ingrid, datter af kronprins Gustav Adolf, senere kong Gustav 6. Adolf af Sverige og kronprinsesse Margaretha.
- 1940 - Igor Sikorsky gennemfører den første flyvning i en helikopter med én motor.
- 1941 - Det tyske slagskib Bismarck sænker den britiske krydser Hood i Nordatlanten. Tre dage senere bliver Bismarck sænket af britiske flådeenheder.
- 1944 - Islandske vælgere stemmer for uahængighed af Danmark.
- 1949 - Sovjetunionens blokade af Berlin ophører.
- 1956 - Det første europæiske Melodi Grand Prix afholdes i Lugano i Schweiz. Vinderen bliver schweiziske Lys Assia med sangen "Refrain".
- 1956 - Buddhas 2500. fødselsdag fejres i Indien.
- 1965 - Venstrelederen Erik Eriksen trækker sig som gruppeformand og bebuder sin afgang som Venstres landsformand.
- 1973 - Loven om fri abort vedtages
- 1976 - Concorde flyver for første gang mellem London/Paris og Washington D.C..
- 1978 - En skilsmissedomstol i London opløser ægteskabet mellem prinsesse Margaret og lord Snowdon. Proceduren varer mindre end 2 minutter.
- 1980 - Lederen af Sydkoreas efterretningstjeneste Kim Jai-Kyu henrettes sammen med fire medskyldige for mordet på præsident Park Chung-hee.
- 1982 - Engelske HMS Antelope synker efter brand i Falklandskrigen.
- 1983 - IRA bombe eksploderer på Andersonstown politistation i Belfast.
- 1993 - Den østafrikanske stat Eritrea bliver selvstændig efter mere end 30 års borgerkrig.
- 1998 - Ved filmfestivalen i Cannes hædres Thomas Vinterbergs film Festen med juryens specialpris.
- 2000 - Israelske tropper trækker sig ud af det sydlige Libanon efter 22 års besættelse.
- 2006 - Regentparret besøger Grækenland. Det er første gang i 40 år et dansk statsoverhoved besøger landet efter indførelsen af republikken.
- 2008 - Den danske Prins Joachim Holger Waldemar Christian bliver gift med den fransk-schweiziske Marie Cavallier i Møgeltønder Kirke.
- 2022 - 19 børn og 2 voksne dræbt i skoleskyderi på grundskolen Rob Elementary, Uvalde, Texas. Den 18-årige gerningsmand bliver dræbt af politiet.

### Født
- 1686 - Gabriel Daniel Fahrenheit, tysk fysiker og ingeniør (død 1736).
- 1743 - Jean-Paul Marat, fransk revolutionær (død 1793).
- 1819 - Victoria, dronning af Storbritannien og kejserinde af Indien (død 1901).
- 1830 - Henrik Olrik, dansk maler og billedhugger (død 1890).
- 1860 - Otto Liebe, dansk jurist og statsminister (død 1929).
- 1887 - Agnes Rehni, dansk skuespiller (død 1966).
- 1896 - Johan Hye-Knudsen, kgl. dansk kapelmester, komponist og cellist (død 1975).
- 1905 - Mikhail Sjolokhov, russisk forfatter og modtager af Nobelprisen i litteratur (død 1984).
- 1913 - Haldor Topsøe, dansk civilingeniør (død 2013).
- 1925 - Mai Zetterling, svensk skuespiller og filminstruktør (død 1994).
- 1937 - Ole Andresen, dansk cand.polit. og direktør (død 2010).
- 1940 - Svend Gehrs, dansk sportsjournalist.
- 1941 - Bob Dylan, amerikansk sanger/sangskriver.
- 1942 - Kay Wilhelmsen, dansk entreprenør og direktør (død 2013).
- 1943 - Svend Auken, dansk folketingsmedlem og tidligere minister (død 2009).
- 1945 - Priscilla Beaulieu Presley (født som Priscilla Ann Wagner i Brooklyn, New York). Gift med Elvis Presley.
- 1949 - Jim Broadbent, engelsk skuespiller.
- 1953 - Kit Eichler, dansk skuespillerinde.
- 1960 - Kristin Scott Thomas, engelsk skuespillerinde.
- 1964 - Line Barfod, dansk folketingsmedlem.
- 1966 - Emilia van Hauen, dansk sociolog, forfatter og journalist.
- 1966 - Éric Cantona, fransk fodboldspiller.
- 1967 - Hans Fabian Wullenweber, dansk filminstruktør.
- 1970 - Bo Hamburger, dansk cykelrytter.
- 1973 - Ruslana, ukrainsk sanger.
- 1973 - Peter Heine Nielsen, dansk skakspiller.
- 1974 - Camilla Brinck, svensk sangerinde og børnebogsforfatter.

### Dødsfald
- 1212 - Dagmar, dansk dronning (født ca. 1186).
- 1543 - Nicolaus Kopernikus, polsk astronom og embedsmand (født 1473).
- 1677 - Anders Bording, dansk digter og journalist (født 1619).
- 1959 - John Foster Dulles, amerikansk udenrigsminister (født 1888).
- 1962 - Kjeld Petersen, dansk skuespiller og komiker (født 1920).
- 1963 - Elmore James, amerikansk musiker (født 1918).
- 1972 - Albert Dam, dansk forfatter (født 1880).
- 1974 - Duke Ellington, amerikansk komponist, orkesterleder og pianist (født 1899).
- 1995 - Harold Wilson, engelsk premierminister (født 1916).
- 2004 - Des Asmussen, dansk tegner og illustrator (født 1913).
- 2008 - Jens Rosing, grønlandsk forfatter og billedkunstner (født 1925).
- 2008 - Robert Knox,  britisk skuespiller (født 1989) (knivdræbt).
- 2010 - Paul Gray, amerikansk bassist (født 1972).
- 2012 - Klaas Carel Faber,  hollandsk-tysk dømt krigsforbryder (født 1922).
- 2012 - Francisco Lombardo,  argentinsk fodboldspiller (født 1925).
- 2023 - Tina Turner, amerikansk sangerinde (født 1939).

|  | Denne datoartikel kan blive bedre, hvis der indsættes et (bedre) billede Du kan hjælpe ved at afsøge Wikimedia Commons for et passende billede eller uploade et godt billede til Wikimedia Commons iht. de tilladte licenser og indsætte det i artiklen. |